# Cheniphasma
Cheniphasma is een geslacht van Phasmatodea uit de familie Phasmatidae. De wetenschappelijke naam van dit geslacht is voor het eerst geldig gepubliceerd in 2012 door Ho.

## Soorten
Het geslacht Cheniphasma  is monotypisch en omvat slechts de volgende soort:
- Cheniphasma serrifemoralis Ho, 2012